# Agustina Habif
Agustina Paula Habif (Buenos Aires, 8 de marzo de 1992) es una jugadora argentina de hockey sobre césped. Formó parte de la Selección nacional con la cual debutó en 2014 en el Champions Trophy realizado en Mendoza, Argentina.

## Carrera deportiva
Agustina comenzó a jugar al hockey a los 5 años en el club Gimnasia y Esgrima de Buenos Aires (GEBA). Obtuvo medalla de oro en los Juegos Sudamericanos (2013), medalla de plata en el Campeonato Mundial Junior 2013, medalla de oro en los Juegos ODESUR 2014 (selección sub-18) y el Champions Trophy 2014, título obtenido con la Selección mayor.
En 2015, formó parte del equipo que compitió en los Juegos Panamericanos donde obtuvo la medalla de plata y el título de la Liga Mundial disputada en el mes de diciembre en la ciudad de Rosario, Argentina.
En 2016, obtuvo su segundo título en el Champions Trophy realizado en Londres, Inglaterra.

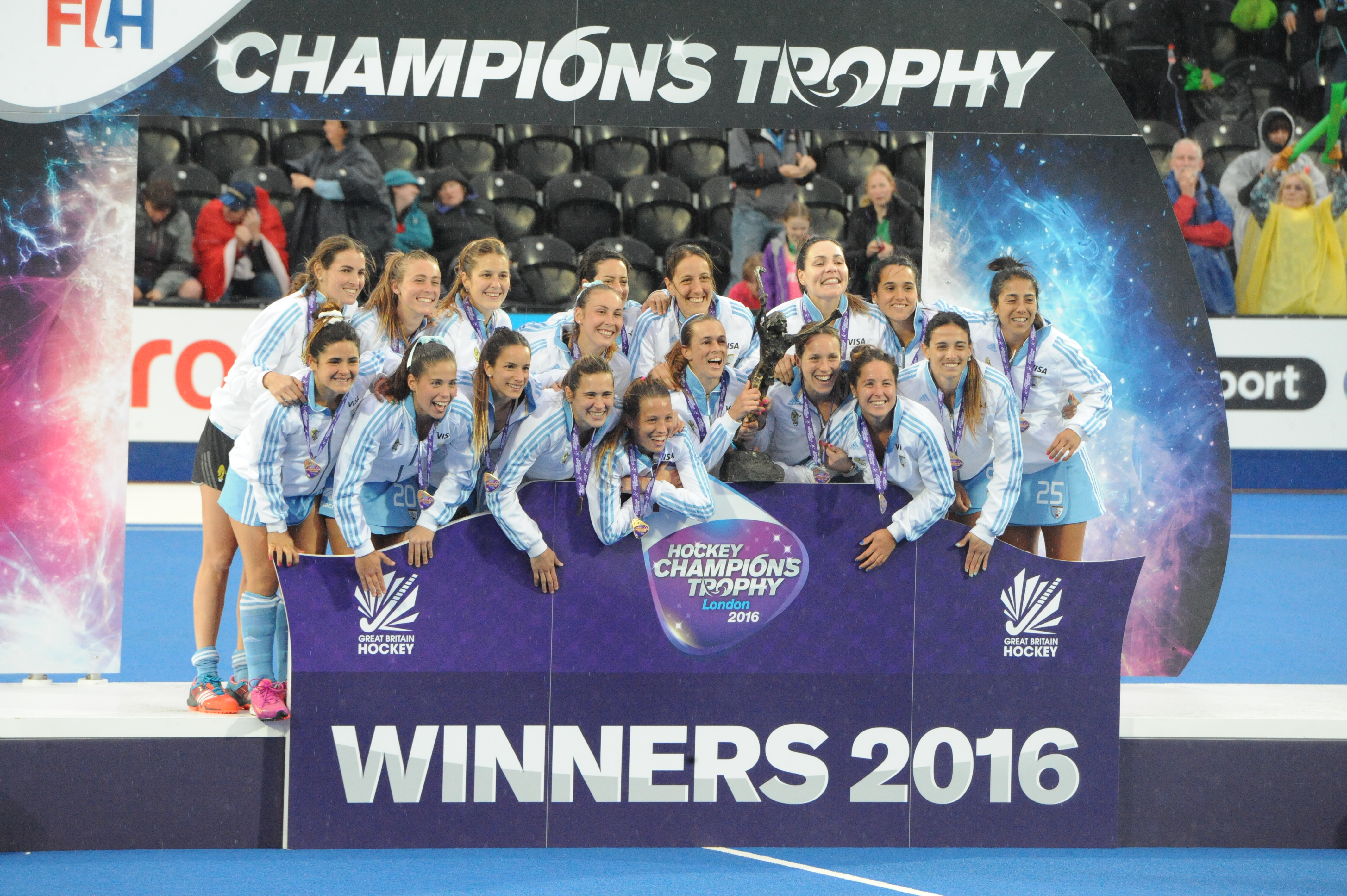
Festejos de la obtención del Champions Trophy 2016.

En 2017, obtuvo la Copa Panamericana disputada en Lancaster, Estados Unidos.
En 2018 logró la medalla de bronce en el Champions Trophy.